# Le Nouveau Protocole
Pour plus de détails, voir Fiche technique et Distribution.
Le Nouveau Protocole est un film à suspense français de Thomas Vincent sorti en mars 2008 en France. 
Il s'agit du troisième long-métrage du réalisateur, après Karnaval (1999) et Je suis un assassin (2004). Il est produit par Mandarin Films et distribué par Studiocanal. 
D'après une idée originale d'Éric Besnard, le film se centre sur Raoul Kraft, un bûcheron venant de perdre son fils dans un accident de la route. Après avoir appris que ce dernier était volontaire pour des essais cliniques, il décide de mener l'enquête en compagnie d'une jeune femme luttant contre les dérives de l'industrie pharmaceutique. Cherchant des réponses à cette tragédie, ils se retrouvent, eux-mêmes, menacés et traqués.

## Synopsis
Raoul Kraft est un homme séparé et gérant une exploitation forestière. Un jour, son fils Franck décède après une sortie de route l'ayant précipité dans un ravin. Une jeune femme, Diane, l'informe que Franck participait à des essais cliniques pour un nouveau médicament. Après avoir refusé de lui fournir un échantillon du produit en question, la pharmacie de Raoul est fouillée mais les cambrioleurs n'emportent rien car Raoul avait les pilules de son fils avec lui. Il se rend à Paris et rencontre le Professeur Pleynel du laboratoire Nextys, qui avait travaillé sur ces essais. Le professeur rejette tout effet secondaire. Raoul retrouve Diane, expulsée d'une conférence de Louise Verneuil, de la société Hexcelor, où elle a accusé cette dernière d'avoir pratiqué des essais cliniques sur des populations d'Afrique et où de nombreux décès furent constatés. 
Diane invite le père chez elle mais celui-ci découvre qu'elle est cette personne ayant cherché à lui dérober les médicaments. Alors qu'il est sur le point de partir, il sauve la jeune femme de deux individus voulant l'attraper. Ils rencontrent un ami de Diane, William, à qui Raoul confie le médicament pour une analyse. Raoul enterre Franck et revient à Paris avec la certitude que ni la voiture ni la conduite de son fils ne sont les causes de cet accident. Diane lui apprend que Nextys a un mandat de sous-traitance avec Hexcelor, en ce qui concerne les essais, et que le responsable semble être Pleynel. Diane se fait attaquer par deux hommes armés mais Raoul la sauve, une nouvelle fois, et les deux prennent la fuite. Ensuite, ils se rendent à Nextys et parviennent à dérober plusieurs document, dont le dossier de Franck.
Ils interceptent Pleynel mais celui-ci réaffirme qu'aucune anomalie n'a été constatée sur le cas de Franck, précisant également que les personnes cherchant à les intercepter sont des policiers. De plus, le professeur informe Raoul que Diane — le menaçant avec une arme — harcèle son laboratoire depuis plusieurs années et qu'elle est sous contrôle judiciaire. Ils l'abandonnent en pleine forêt. William les appelle et affirme que le médicament est un placebo et donne rendez-vous à Raoul et Diane pour leur communiquer les résultats de l'analyse. Néanmoins, Kraft remarque que c'est un piège et ils se retrouvent pourchassés dans les rues de la capitale par la police.
Dans cette fuite, Diane est touchée par une balle et meurt des suites de ses blessures. Raoul prend le revolver de la jeune femme et se rend à Davos, où se déroule un sommet mondial de l'industrie pharmaceutique avec notamment Louise Verneuil. Il usurpe l'identité d'un agent de sécurité et menace la responsable d'Hexcelor après avoir pénétré dans sa chambre d'hôtel. Elle lui explique que son fils participait à ces essais à cause de migraines mais que lors des tests, les symptômes d'une dépression ont été notés et qu'il ne fut pas sorti du protocole, blâmant Pleynel. Verneuil suppose alors que Franck s'est suicidé. Elle affirme alors que le seul protocole, signé par tous, est de laisser mourir des personnes, à travers les essais cliniques, pour permettre à d'autres de vivre, grâce aux résultats positifs de ces mêmes essais.
Assommé, Raoul laisse partir Verneuil pour sa conférence. Néanmoins, alors qu'il regarde la télé, il voit la directrice discutant avec Pleynel. Bien que la discussion soit tendue entre les deux, leurs sourires à la caméra mettent l'homme hors de lui. Kraft entre dans le Palais des Conférences et assassine la dirigeante d'Hexcelor, en plein discours, avant de se rendre.

## Fiche technique
- Titre : Le Nouveau Protocole
- Réalisation : Thomas Vincent
- Scénario : Éric Besnard et Thomas Vincent d'après une idée originale d'Éric Besnard
- Directeur de la photographie : Dominique Bouilleret
- Musique : Krishna Levy
- Son : Dominique Lacour
- Montage : Pauline Dairou
- Direction artistique : Emma Pucci
- Costumes : Céline Guignard
- Producteurs : Éric et Nicolas Altmayer
- Société de production : Mandarin Cinéma
- Société de distribution : Studiocanal
- Pays d'origine :  France
- Langue originale : français
- Genres : thriller, drame
- Durée : 93 minutes
- Classification : Tous publics[1].
- Dates de sortie : 
  - France : 19 mars 2008 en salles
  - France : 23 septembre 2008 en vidéo [2]

Sauf mention contraire, les informations de cette section proviennent de l'Internet Movie Database et Allociné. 

## Distribution
- Clovis Cornillac : Raoul Kraft
- Marie-Josée Croze : Diane
- Dominique Reymond : Louise Verneuil
- Stéphane Hillel : Pleynel
- Gilles Cohen : William
- Carole Richert : L'ex-femme de Raoul
- Stéphane Brizé : Vasseur
- Xavier Boulanger : Le contremaître
- Frédéric Bocquet : L'employé de la morgue
- Ian Turiak : Secrétaire de Verneuil

## Production

### Genèse et scénario
Depuis plusieurs années, l'acteur Clovis Cornillac réfléchit à un rôle particulier. Il désire interpréter un personnage d'« homme simple confronté à un monde complexe » selon Éric Besnard. Thomas Vincent explique que Cornillac veut un homme, inspiré de Lino Ventura dans les années 1970, ayant une certaine virilité, possédant un grand cœur, charismatique mais également discret. Éric et Nicolas Altmayer, producteurs de Mandarin Films, contactent Cornillac et lui demandent s'il désire jouer un rôle particulier et l'acteur leur soumet cette idée. L'acteur leur propose de contacter son ami Éric Besnard pour l'écriture d'un scénario. Ce dernier a l'idée de travailler sur l'industrie pharmaceutique et se penche sur des faits divers pour construire son histoire. La scène d'ouverture, montrant des essais cliniques en Afrique, s'inspire de ceux réalisés au Nigéria par l'entreprise Pfizer, accusée d'avoir provoqué la mort de plusieurs enfants,. Ayant lu le scénario, Cornillac avoue qu'il a appris des choses et qu'il a été surpris par les références citées par Besnard.
Besnard désire « parler d'un monde où l'individu n'a plus le droit d'émettre un avis, un monde libéral dans lequel la recherche du profit est contradictoire avec la santé publique ». Lorsqu'il consulte les recherches du scénariste, Vincent est « surpris par le cynisme généralisé qui est mis en œuvre » dans cette industrie. D'ailleurs, le réalisateur n'est choisi qu'après l'élaboration de l'histoire originale. Thomas Vincent apprécie certaines idées du scénario de Besnard, comme le métier de bûcheron du protagoniste. Le réalisateur trouve cette idée « assez séduisante » car « [il] aime bien quand on utilise des personnes qu'on n'a pas l'habitude de voir au cinéma ». Les deux vont ensuite travailler ensemble sur l'écriture définitive de ce scénario. La création de deux personnages principaux est nécessaire pour Besnard car elle permet de s'identifier à l'un d'entre eux.

### Tournage
Dix semaines sont prévues pour filmer l'ensemble des plans, dont deux en Alsace et huit à Paris. Le tournage démarre le 19 février 2007 dans le département des Vosges. Il se révèle assez difficile pour les deux comédiens principaux, qui doivent se mettre dans un état de deuil pendant deux mois. Une grande partie des scènes censées se passer à Davos a été tournée à Méribel.
D'autres prises de vues ont eu lieu à Chaumontel, Luzarches, Levallois-Perret, Bagnolet. Quant à la séquence d'ouverture, elle a été tournée au Burkina Faso